# Братиславський край

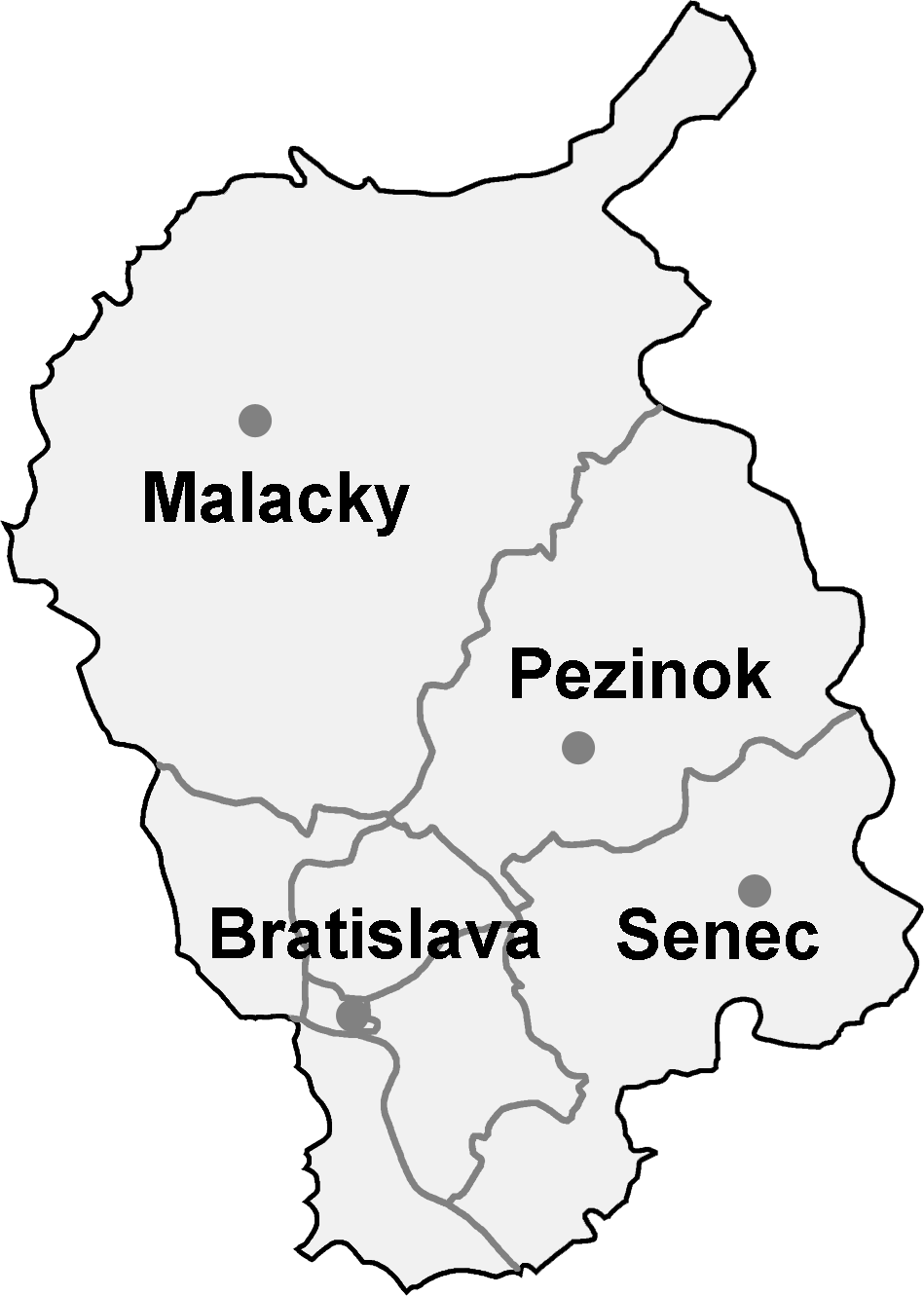
Поділ на округи

Братиславський край (словац. Bratislavský kraj) — адміністративна одиниця (словац. správny celok) та один з восьми країв Словаччини з адміністративним центром у м. Братислава. Розташований в південно-західній Словаччині. На півночі та сході межує з Трнавським краєм, на півдні з Угорщиною, на заході з Австрією.
Площа краю становить 2 052,6 км², населення 628 686 осіб (31.12.2010).

## Населення
| Рік:            | 1994.   | 2004.   | 2014.   | 2024.    |
| --------------- | ------- | ------- | ------- | -------- |
| Кількість осіб: | 616 871 | 601 132 | 625 167 | 736 385  |
| Різниця:        |         | -2,55 % | +3,99 % | +17,79 % |

| Рік:            | 2023.   | 2024.   |
| --------------- | ------- | ------- |
| Кількість осіб: | 732 757 | 736 385 |
| Різниця:        |         | +0,49 % |

| Роки            | 2001    | 2003    | 2005    | 2007    | 2009    | 2010    |
| --------------- | ------- | ------- | ------- | ------- | ------- | ------- |
| Населення, осіб | 599 042 | 599 787 | 603 699 | 610 850 | 622 706 | 628 686 |

## Адміністративно-територіальний поділ
На території Братиславського краю знаходиться 73 населених пунктів, в тому числі 7 міст: Братислава, Малацки, Ступава, Святий Юр, Пезинок, Модра, Сенець.
Братиславський край складається з 8 округів (okres / районів):
- Братислава I (округ)
- Братислава II (округ)
- Братислава III (округ)
- Братислава IV (округ)
- Братислава V (округ)
- Малацки (округ)
- Пезинок (округ)
- Сенець (округ)